# Ida Flodin
Ida Emilia Basilier Flodin Aavatsmark, född 29 april 1870 i Uleåborg i Storfurstendömet Finland, död 27 juni 1957 i Oslo i Norge var en finlandssvensk-norsk sångare.
Flodins far var den finländska tjänstemannen Frithiof Flodin (1828–1921), och modern var Fanny Virginia Basilier (1842–1897). Flodin var sopran och sjöng bland annat på Tivoli Opera Eldorado Theatre i Oslo. Hon vigdes med den norske officeren och riksdagsledamoten Ivar Aavatsmark i Helsingfors tyska kyrka. Ivar och Ida Aavatsmark fick sex barn, varav fem levde till vuxen ålder. Flodins dotter, Fanny Aavatsmark (senare MacTaggart), var journalist och tillbringade nästan hela sitt vuxenliv i Skottland.
Flodin sjöng i jungfruns roll vid sin debut i Jean Sibelius opera Jungfrun i tornet i Helsingfors den 7 november 1896. Flodin Aavatsmark är begravd i en familjegrav i Oslo.